# سانتا آمالیا
سانتا آمالیا (به اسپانیایی: Santa Amalia) یک شهرستان در اسپانیا است که در استان باداخس واقع شده‌است.